# Álskorpiók
Az álskorpiók (Pseudoscorpiones) a pókszabásúak (Arachnida) osztályának egyik rendje. Világszerte elterjedt és gyakori, igen apró élőlény. A rend a skorpiószerű alakjáról kapta a nevét, mivel a tapogatólábaik fogókban végződnek, ugyanakkor a skorpiókra jellemző méregtüskés farkuk nekik nincs.
Általában az ember számára hasznosak, mivel ruhamolylárvákat, porvafélék lárváit, könyvtetűket, hangyákat, atkákat és kis legyeket zsákmányolnak. Kis méretük miatt ritkán veszik őket észre, annak ellenére, hogy a környezetben gyakoriak.

## Anatómia
Testük kicsiny, 2-8 milliméter hosszú, tojásdad, vagy hosszúkás. Testük tagolódása hasonlít a skorpiókéra, csak méretükben van eltérés, illetve abban, hogy utótestük vége nem keskenyedik el farokszerűen és nem végződik méregtövisben.
Előtestükön hátpajzsot viselnek, utótestük 11 vagy 12 szelvényű.
Tapogatólábuk nagy, ennek -általában fogazott- ollójával fogják meg zsákmányukat, és védekeznek vele. Méregmirigyet is viselhetnek rajta.
Az álskorpiók maradványai a borostyánkőben is előfordulnak.

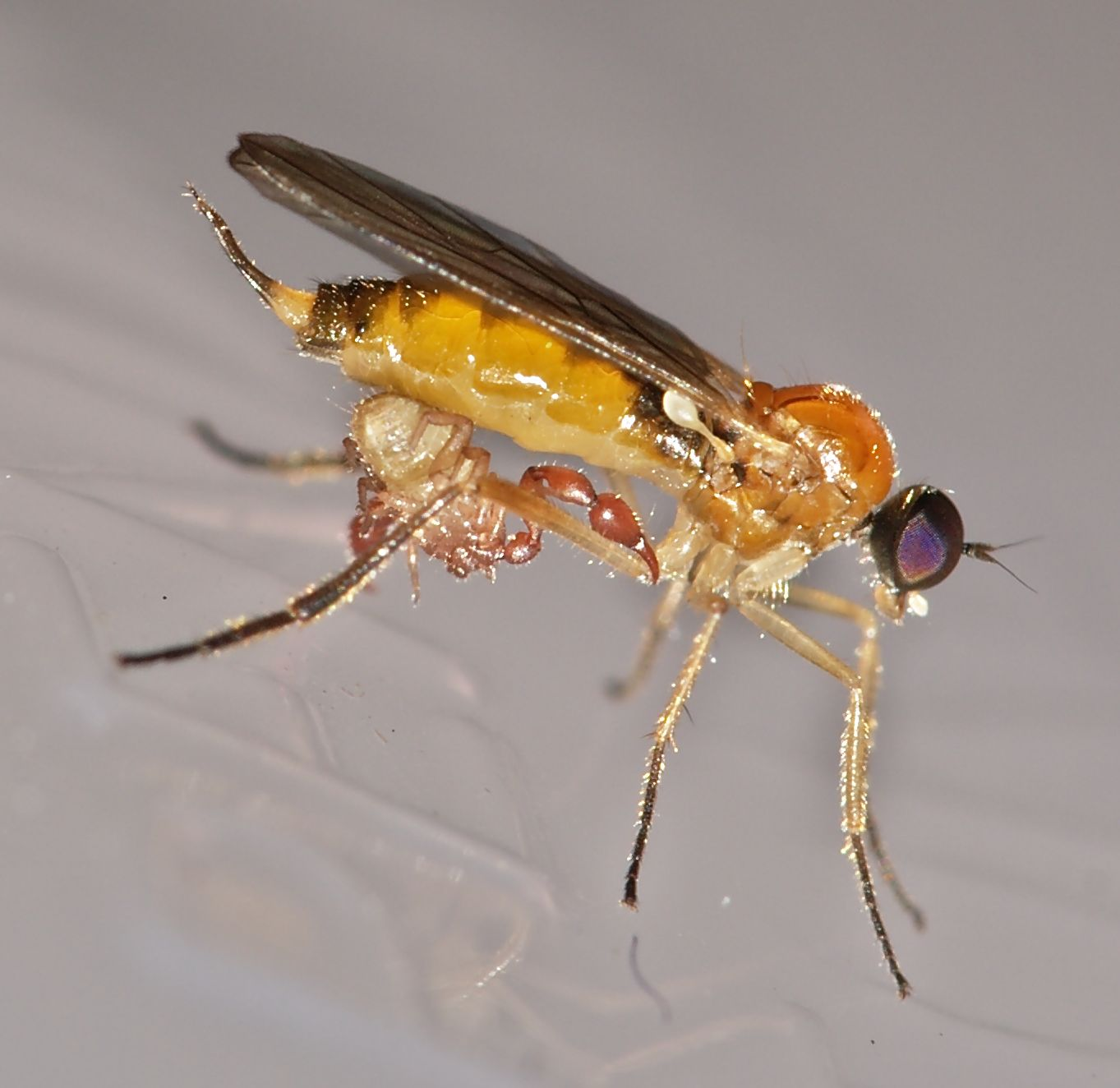
Légy hasán utazó álskorpió

## Életmód
Szaporodás során a hímek talajra helyezik spermacsomóikat, a nőstények pedig ivarnyílásaikkal csipegetik fel azt. A hímek rendszerint hosszadalmas, bonyolult udvarlási ceremóniával kápráztatják el a nőstényeket, melyek a megtermékenyülés után petéiket a kikelésig a hasuk alatt egy tasakban tartják. Ez idő alatt a nőstény egy maga által készített szövedékben tartózkodik, melyet a csáprágón nyíló mirigyek váladékából sző.
Az ivarérettséget három lárvaállapot előzi meg.
A legtöbb faj fák kérge, mohák, levelek alatt, állatok vackában él, de van olyan faj is, amely régi könyvek lapjai között él (Cheiridium museorum).
Ragadozók, táplálékukat ollóik segítségével kaparintják meg, többnyire apró rovarokkal, atkákkal táplálkoznak.

Támadóikkal szemben ollóikkal védekeznek. Egyes fajok legyekbe kapaszkodnak és azokkal vitetik magukat.

## Rendszertan
Az álskorpiók rendje, további 23 családra és körülbelül 3300 fajra osztható.